# Partoș

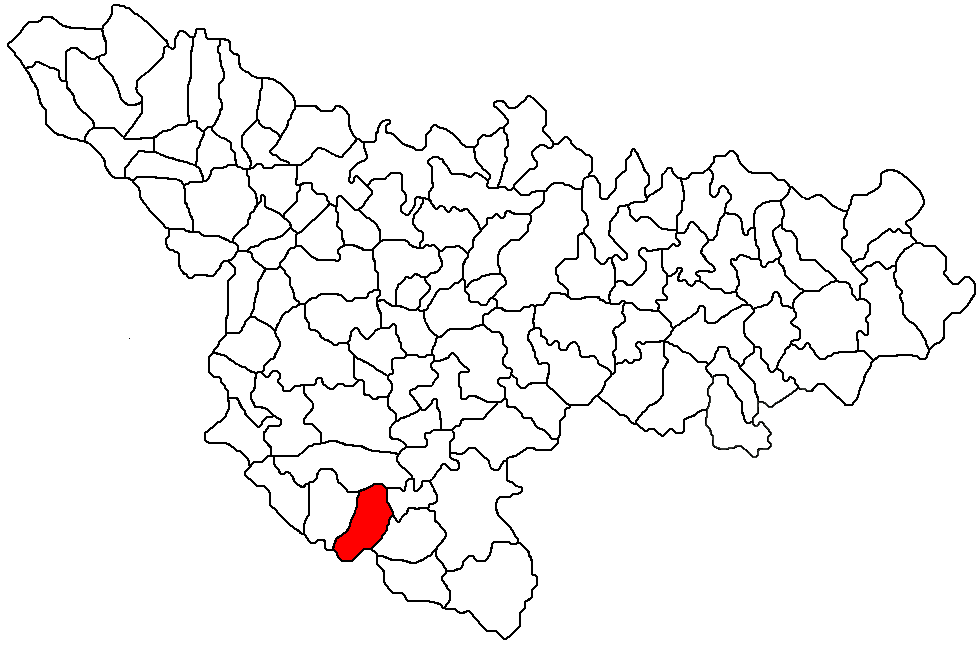
Lage der Gemeinde Banloc im Kreis Timiș

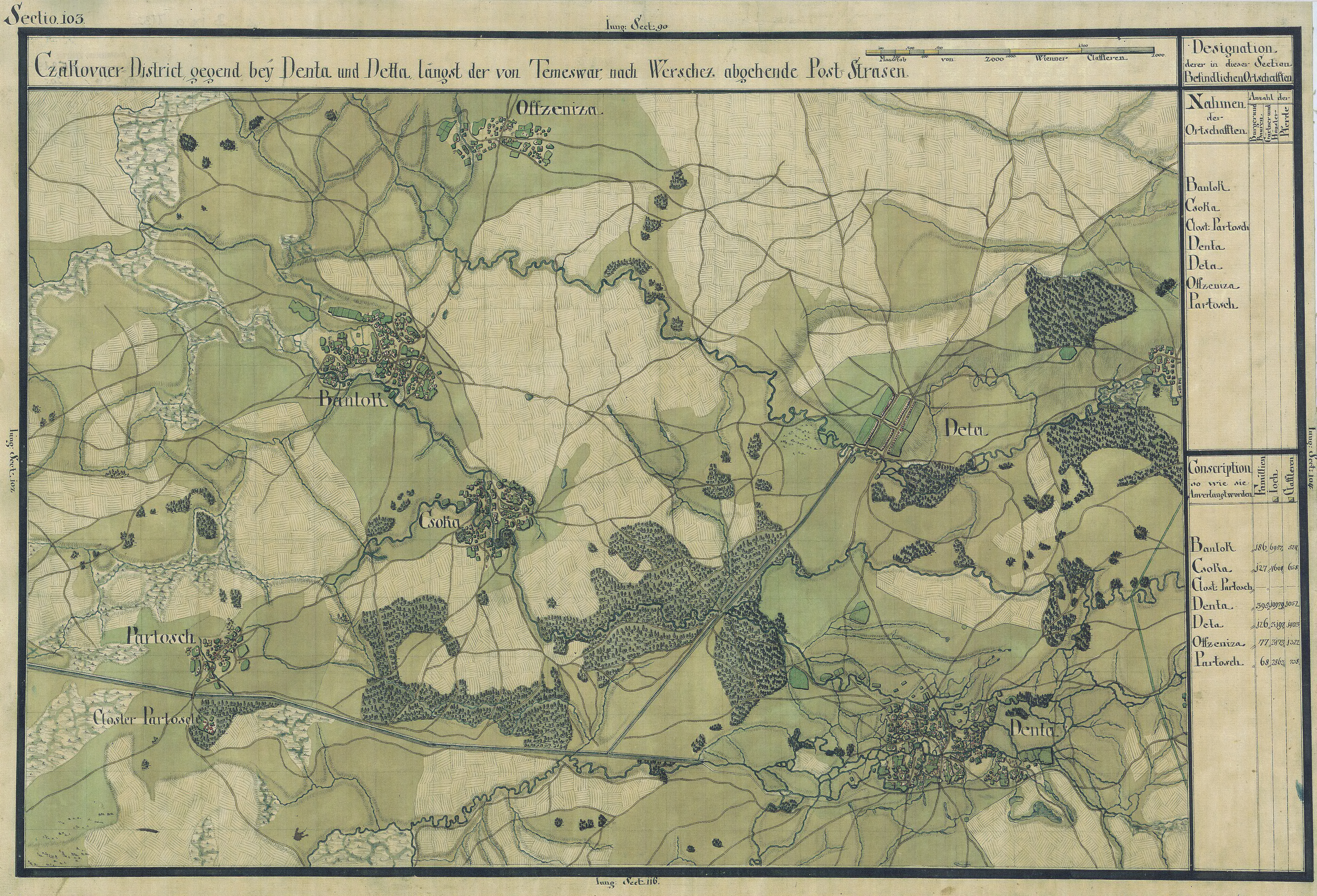
Partosch auf der Josephinischen Landaufnahme (1769–1772)

Partoș (deutsch Partosch, ungarisch Partos) ist ein Dorf im Kreis Timiș, in der Region Banat, im Südwesten Rumäniens. Partoș gehört zur Gemeinde Banloc.

## Geografische Lage
Partoș liegt im Südwesten des Kreises Timiș, an der Grenze zu Serbien. Den Ortseingang kreuzt die Bârzava.

## Nachbarorte
| Livezile | Banloc                                      | Soca     |
| Serbien  | Kompassrose, die auf Nachbargemeinden zeigt | Denta    |
| Serbien  | Serbien                                     | Gaiu Mic |

## Geschichte
Eine erste urkundliche Erwähnung stammt aus dem Jahr 1333, als Partas in den päpstlichen Zehntlisten Erwähnung findet.
1401 und 1406 taucht Partas erneut in den Zeitdokumenten auf. 1415 tritt die Bezeichnung Parthas in Erscheinung, 1481 Magyarparthas und Thothpartas, 1497 Parthaas, 1781 Magyarpartos und Tótpartas, 1723–1725 Partha, 1806 und 1913 Partos, 1920 Partoș.
1571 wird erstmals das Kloster von Partoș erwähnt, das durch den Rückzug und Aufenthalt von Iosif cel nou de la Partoș im Jahr 1653, orthodoxer Bischof von Timișoara, als heilige Stätte gilt und den orthodoxen Gläubigen im Banat als Wallfahrtsort dient. Der Heilige Iosif cel Nou de la Partoș ist der Schutzpatron der Rumänisch-Orthodoxen Gläubigen im Banat. Er wurde 1956 heiliggesprochen.
Auf der Josephinischen Landaufnahme von 1717 ist Partosch mit 18 Häusern eingetragen. Nach dem Frieden von Passarowitz (1718) war die Ortschaft Teil der Habsburger Krondomäne Temescher Banat. 
Infolge des Österreichisch-Ungarischen Ausgleichs (1867) wurde das Banat dem Königreich Ungarn innerhalb der Doppelmonarchie Österreich-Ungarn angegliedert. 
Die Ortschaft erlebte einen wirtschaftlichen Aufschwung. 1890 gehörte Partos zum Distrikt Banloc und zählte 1193 Einwohner. Kirchlich war Partoș im 19. Jahrhundert eine Filiale der katholischen Pfarrei Ofsenița.
Der Vertrag von Trianon am 4. Juni 1920 hatte die Dreiteilung des Banats zur Folge, wodurch Partoș an das Königreich Rumänien fiel.

## Bevölkerungsentwicklung
| 1880 | 967  | 835 | 88  | 39 | 5  |
| 1910 | 1375 | 671 | 564 | 47 | 93 |
| 1930 | 1168 | 668 | 415 | 34 | 51 |
| 1977 | 564  | 370 | 143 | 1  | 50 |
| 2002 | 406  | 252 | 84  | 1  | 69 |